# 20世紀スタジオ
20世紀スタジオ（20th Century Studios, Inc.）は、アメリカの映画製作・配給会社である。旧称は20世紀フォックス（20th Century Fox）で、ウォルト・ディズニー・スタジオの子会社で、本社はロサンゼルスのセンチュリー・シティにあるフォックス・スタジオ・ロットにあり、この敷地はフォックス・コーポレーションから賃借している。20世紀スタジオが製作した映画の劇場配給とマーケティングは、ウォルト・ディズニー・スタジオ・モーション・ピクチャーズが担当している。
20世紀スタジオは80年以上にわたり、アメリカの主要映画スタジオの1つであった。1935年にフォックス映画と20世紀ピクチャーズの合併により20世紀フォックス映画（Twentieth Century-Fox Film Corporation）として設立され、ハリウッド黄金時代の「ビッグ5」の1つに数えられた。1985年、ルパート・マードック率いるニューズ・コーポレーションに買収された（同時に社名のハイフンが削除され、Twentieth Century Fox Film Corporationに改称した）。2013年、ニューズ・コーポレーションは事業分離を行い、20世紀フォックスは21世紀フォックスに所有された。2019年、ウォルト・ディズニー・カンパニーが21世紀フォックスの大部分を買収し、その一環として20世紀フォックスも取得した。2020年、フォックス・コーポレーションとの混同を避けるために現在の社名20世紀スタジオへ改称した。
20世紀スタジオは、ウォルト・ディズニー・ピクチャーズ、マーベル・スタジオ、ルーカスフィルム、サーチライト・ピクチャーズと並んで、ウォルト・ディズニー・スタジオの実写映画部門の1つである。また、20世紀スタジオは傘下の20世紀アニメーションによるアニメ映画の配給も担当している。
20世紀スタジオの最も成功した映画フランチャイズには、『スター・ウォーズ（エピソード1～6）』、『X-MEN』、『アイス・エイジ』、『アバター』、『猿の惑星』シリーズが含まれる。また『サウンド・オブ・ミュージック』や『タイタニック』などのどちらもアカデミー作品賞を受賞し、公開当時に世界最高の興行収入を記録した作品を所有している。

## 歴史
創設から1956年まで

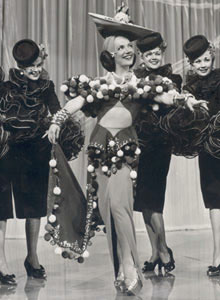
『バズビー・バークリーの集まれ!仲間たち』でドリータを演じるカルメン・ミランダ。1946年、彼女はアメリカで最も高給取りの女優だった。

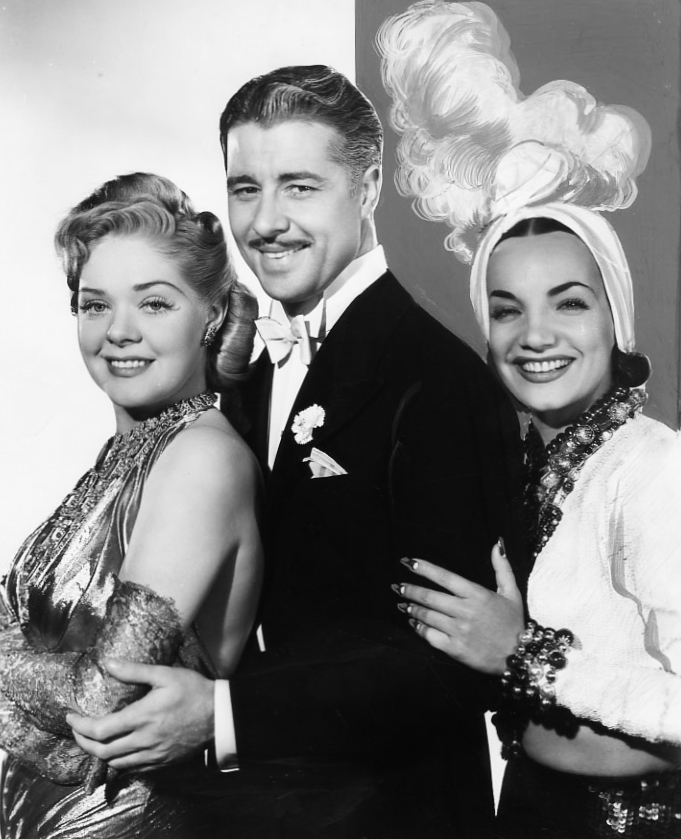
アリス・フェイがバロネス・セシリア・ドゥアルテ、ドン・アメチーがラリー・マーティンとバロン・マヌエル・ドゥアルテ、カルメン・ミランダがカルメンを演じた『ザット・ナイト・イン・リオ』は、1941年にフォックスによって製作された。

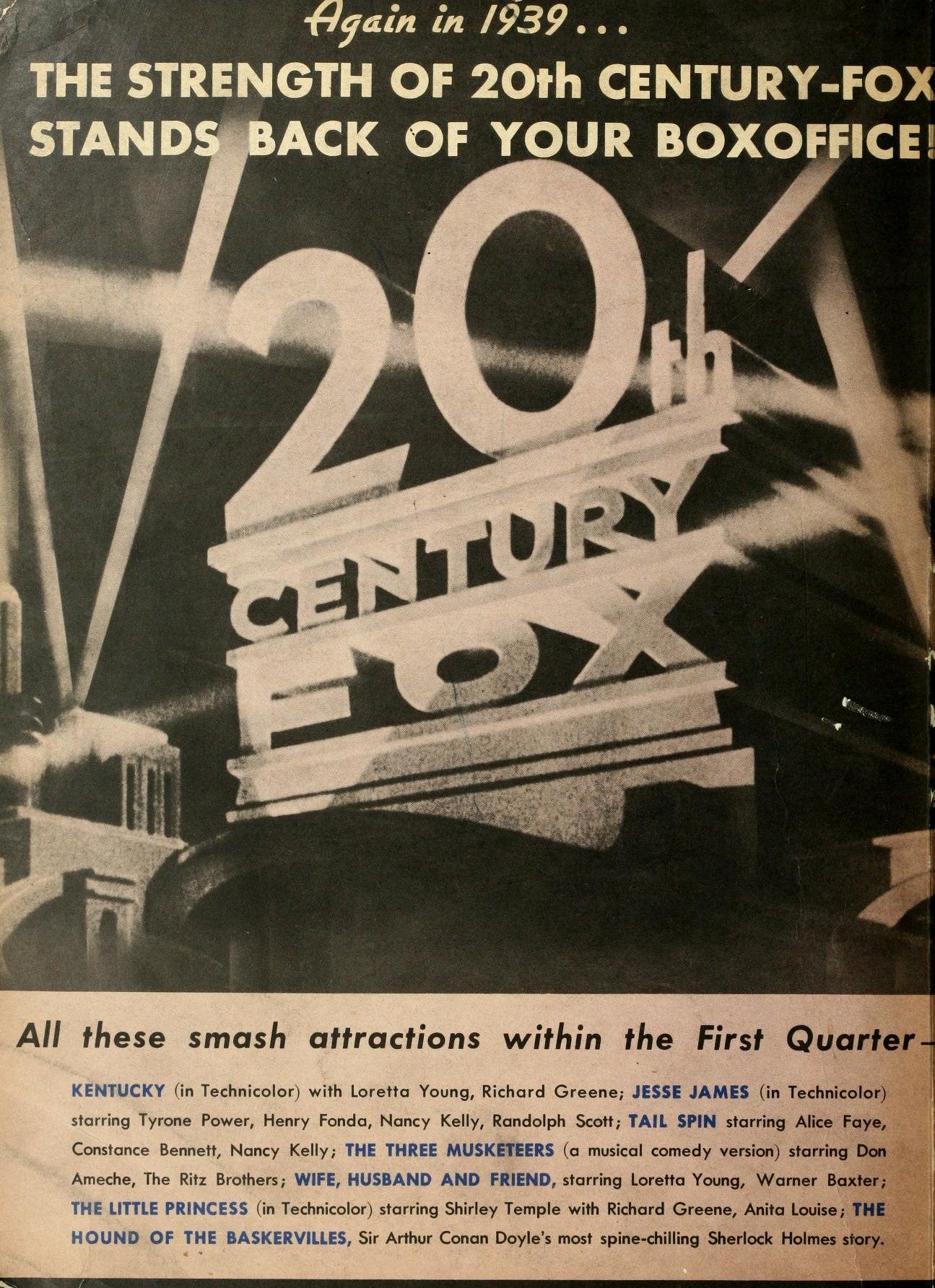
1939年の『ボックスオフィス』誌の広告に描かれた20世紀フォックスのロゴ

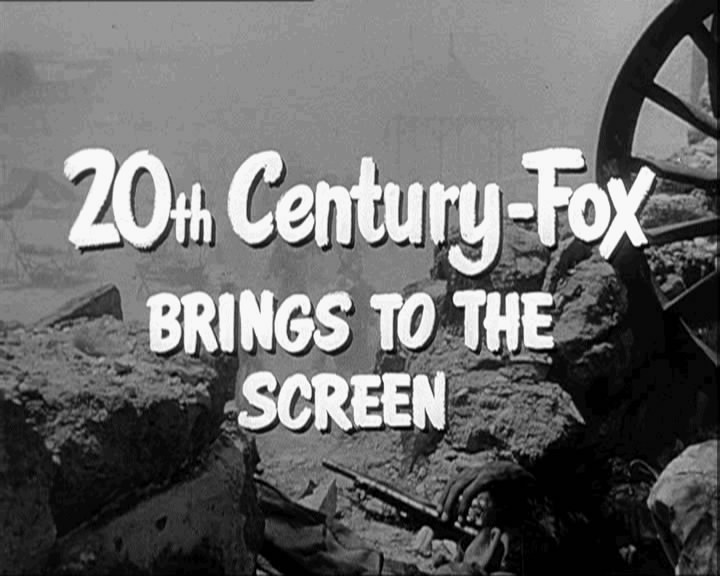
1952年の映画『革命児サパタ』より

20世紀ピクチャーズのジョセフ・シェンクとダリル・F・ザナックは、ユナイテッド・アーティスツとの株式問題をめぐる対立から離脱し、経営難に陥っていたシドニー・ケント率いるフォックス・フィルムとの合併交渉を開始した。
フォックス・ウエスト・コースト・シアターのマネージャーだったスパイロス・スコーラスがこの合併を実現させる手助けをし、その後、新会社の社長となった。フォックス・フィルムは、創業者ウィリアム・フォックスが1930年に経営権を失って以来、低迷が続いていた。
フォックス・フィルムと20世紀ピクチャーズは1935年に合併。当初、『ニューヨーク・タイムズ』は新会社の名称が「フォックス＝20世紀」（Fox-Twentieth Century）になると報じたが、最終的に「20世紀＝フォックス・フィルム・コーポレーション」（Twentieth Century-Fox Film Corporation）となり、同年5月31日より株式市場で取引が開始された。ケントはシェンクとザナックとともに会社に残り、ザナックはウィンフィールド・シーハンの後任として製作部門の責任者に就任した。
新会社は特別な訓練学校を設立し、1935年8月6日、リン・バリ、パトリシア・ファー、アン・ネイゲルを含む14名の若手女優が「映画スターへの道」を歩むための契約を結んだ。契約は6か月間で、スタジオ側には最長7年間の更新オプションが付いていた。
長年にわたり、20世紀フォックスは1915年創業を名乗っていた。これはフォックス・フィルムの設立年に基づいており、1945年には30周年を祝っていた。しかし近年では、1935年の合併を正式な創業年とするようになった。ただし、多くの映画史家は1915年が創業年であると考えている。なお、同社の映画のオープニングには、20世紀ピクチャーズのサーチライトのロゴとファンファーレが引き続き使用されたが、社名は20世紀フォックスに変更された。
合併後、ザナックは若手俳優を多数契約し、会社の成長を支えた。その中には、タイロン・パワー、リンダ・ダーネル、カルメン・ミランダ、ドン・アメチー、ヘンリー・フォンダ、ジーン・ティアニー、ソニア・ヘニー、ベティ・グレイブルが含まれる。また、アリス・フェイやシャーリー・テンプルも契約し、1930年代に同社の代表的な作品に出演した。
第二次世界大戦中の映画観客の増加により、20世紀フォックスはRKOやメトロ・ゴールドウィン・メイヤーを追い抜き、映画業界で3番目に収益性の高いスタジオとなった。1941年、ザナックはアメリカ陸軍通信隊の中佐に任命され、軍の訓練映画の製作を監督することとなった。この間、ウィリアム・ゲッツが20世紀フォックスの運営を担当した。
1942年、スコーラスがケントの後任としてスタジオの社長に就任。その後数年間で、『ウィルソン』（1944年）、『剃刀の刃』（1946年）、『影なき殺人』、『紳士協定』（ともに1947年）、『蛇の穴』（1948年）、『ピンキー』（1949年）といった作品を通じて、ザナックは社会的に意義のある作品を製作するスタジオとしての評判を確立した。また、ベン・エイムズ・ウィリアムズの小説を原作としたジーン・ティアニー主演の『愛の調べ』（1945年）など、ベストセラー小説の映画化にも力を入れた。この映画は1940年代の20世紀フォックス作品の中で最も興行収入を上げた。また、ロジャース&ハマースタインのミュージカル映画化にも取り組み、『ステート・フェア』（1945年）を皮切りに、ブロードウェイ・ミュージカルの映画化を進めていった。
戦後、観客は徐々に映画館から離れていき、20世紀フォックスは映画館部門を保持していたが、1953年に裁判所の命令により分離され、フォックス・ナショナル・シアターズとして独立した。同年の映画館の観客数は1946年の半分にまで落ち込んでいた中、20世紀フォックスは新技術への投資という大きな賭けに出た。1952年に話題となった映画技術には、シネラマ（三台のプロジェクターを使用して巨大な湾曲スクリーンに映写する方式）と、ナチュラル・ビジョンの3D（偏光メガネを使用して奥行きを表現する方式）があった。20世紀フォックスは、これらの技術を参考にしながらも、メガネを必要としないフランスのアナモルフィック・プロジェクション・システムに目をつけた。社長のスパイロス・スコーラスは、この技術の発明者であるアンリ・クレティアンと契約を結び、他の映画会社を出し抜いた。そして1953年、この技術をシネマスコープと名付け、映画『聖衣』で初めて導入した。
1953年2月、ザナックは、今後20世紀フォックスが製作するすべての映画をシネマスコープで撮影すると発表した。劇場経営者にこの新技術の導入を促すため、20世紀フォックスはスクリーン1つあたり約2万5000ドルの改修費用を援助することを決定。また、映画の供給を確保するため、希望する他の映画会社にもシネマスコープの使用を許可した。『聖衣』と『百万長者と結婚する方法』（いずれも1953年）の興行収入を見たワーナー・ブラザース、MGM、RKO、ユニバーサル・インターナショナル、コロンビア、ユナイテッド・アーティスツ、アライド・アーティスツ、ディズニーは、すぐにシネマスコープを導入した。1956年、20世紀フォックスはロバート・リパートを起用し、シネマスコープを使用したB級映画の製作を目的とする子会社リーガル・ピクチャーズ（のちのアソシエイテッド・プロデューサーズ・インコーポレイテッド）を設立。これらの映画はリーガルスコープのブランド名で公開された。同年には、『回転木馬』や『王様と私』といったミュージカル映画もシネマスコープで製作された。
シネマスコープの導入により、一時的に観客数は回復したものの、1956年には再び減少傾向が見られた。同年、ダリル・F・ザナックは製作責任者の辞任を発表し、パリへ移住。独立プロデューサーとして活動するようになり、その後長らくアメリカには戻らなかった。

### 製作と財政上の問題

1986年から2020年まで使用された20世紀フォックスのロゴ。

ザナックの後任であるプロデューサーのバディ・アドラーは1年後に死去した。社長のスピロス・スクーラスは次々と製作責任者を迎え入れたが、ザナックほどの成功を収める者はいなかった。1960年代初頭には、20世紀フォックスは危機に瀕していた。1963年版『クレオパトラ』の製作は1959年に始まり、当初ジョーン・コリンズが主演する予定だった。しかし、プロデューサーのウォルター・ワンガーは宣伝目的でエリザベス・テイラーに100万ドルの出演料を提示し、彼女が承諾すると、映画の製作費は急上昇。リチャード・バートンとテイラーの撮影中のロマンスもメディアを賑わせた。しかし、スクーラスの独断的な好みと未熟な細かい干渉が製作を遅延させる一因となった。
一方、1940年のケーリー・グラント主演『ママのご帰還』のリメイクが、20世紀フォックスの財政を支えるために急遽製作された。『女房は生きていた』と名付けられたこのロマンティック・コメディ映画には、1950年代のフォックスの看板女優マリリン・モンローと共に、ディーン・マーティン、監督ジョージ・キューカーが参加した。しかし、モンローの度重なる遅刻や問題行動により撮影は難航。『クレオパトラ』の製作費が1,000万ドルを超え、最終的には約4,000万ドルに達すると、フォックスは資金調達のために1961年に撮影用地（現在のセンチュリーシティの敷地）をアルコアに売却した。『女房は生きていた』の脚本は何度も書き直され、撮影の進展はほぼなかった。ジョージ・キューカーの撮影方法や、モンローの慢性的な副鼻腔炎も影響した。最終的にモンローは解雇され、2か月後に自宅で死去している。しかし、フォックスの記録によると、彼女は解雇から数週間後に100万ドルの2本契約で再雇用されていた。500,000ドルは『女房は生きていた』の撮影継続費（完成時にはボーナス付き）、もう500,000ドルは『何という行き方!』の出演料だった。1960年から1962年にかけて、エリザベス・テイラーは『クレオパトラ』の現場で自由に振る舞い続けた。フォックスの重役3名が1962年6月にローマへ行き彼女の解雇を決定したが、監督ジョーゼフ・L・マンキーウィッツが順不同で撮影を進めていたため、フォックスはテイラーの撮影継続を認めざるを得なかった。この間、フォックスは膨大な製作費を補うため、ジェーン・マンスフィールドを含む契約俳優のほぼ全員を解雇した。
製作スケジュールが少なくなる中、スクーラスはダリル・F・ザナックが長年温めていた戦争映画『史上最大の作戦』（1962年）の公開を急がせようとした。これはノルマンディー上陸作戦を描いた大作で、多国籍のスターを起用した。ザナックにとっては特別なプロジェクトであり、急ぎの公開を求められたことに憤慨した。一方、『女房は生きていた』はモンローなしでは進行不可能だったため、スクーラスは最終的に彼女の再契約を決断。しかし、撮影再開直前にモンローがロサンゼルスの自宅で急死。未使用映像は約40年間封印された。ドリス・デイとジェームズ・ガーナー主演で再撮影され、1963年に公開された『女房は生きていた』はヒット作となった。『史上最大の作戦』は急ぎの公開を避け、ザナックの監修のもと丁寧に制作された。最終的に3時間の長編として公開され、高い評価を受けた。
次の取締役会で、ザナックは8時間にわたり演説し、スクーラスの経営ミスを指摘し、自身が唯一の後任候補であると主張。これによりザナックが会長に就任し、息子のリチャード・D・ザナックを社長に指名した。新経営陣は『クレオパトラ』の撮影を急ぎ、スタジオを一時閉鎖、全スタッフを解雇、経費削減のために長年続いたムービートーン・ニュース（現在はフォックス・ニュースがアーカイブスを所有）を打ち切り、低予算ながら人気のある映画を製作。これにより20世紀フォックスはメジャースタジオとして復活を果たした。スタジオの再建に決定的な成功をもたらしたのは、ロバート・ワイズ監督による『サウンド・オブ・ミュージック』（1965年）だった。名作ブロードウェイ・ミュージカルの豪華な映画化であり、興行的にも大成功を収め、アカデミー賞で作品賞や監督賞（ロバート・ワイズ）を含める5部門を受賞。20世紀フォックスの経営を立て直した。
1960年代、20世紀フォックスは2本の大ヒットSF映画を生み出した。『ミクロの決死圏』（1966年）と、チャールトン・ヘストン、キム・ハンター、ロディ・マクドウォール主演のオリジナル版『猿の惑星』（1968年）である。『ミクロの決死圏』はシネマスコープ方式で撮影された最後の作品であり、パナビジョンのレンズが普及する中、フォックスはこのフォーマットにこだわり続けていた。
ザナックは1971年まで会長を務めたが、彼の晩年の経営では高額な製作費を投じた作品が次々と失敗し、1969年から1971年にかけて20世紀フォックスは赤字を計上した。その後、ザナックは解任され、デニス・スタンフィルが会長に就任。しばらく不安定な時期が続いたものの、新経営陣のもとでフォックスは再び復活を遂げた。社長のゴードン・T・ストゥルバーグと製作責任者のアラン・ラッド・ジュニアの指揮のもと、フォックスの映画は現代の観客の心を掴むようになった。スタンフィル会長は利益を活用し、リゾート施設、清涼飲料メーカー、オーストラリアの映画館などを買収し、映画製作の浮き沈みに左右されない多角経営を目指した。
1973年末、20世紀フォックスはワーナー・ブラザースと提携し、大スターが多数出演するアクション大作『タワーリング・インフェルノ』（1974年）を共同製作した。当時、両スタジオはそれぞれ異なる「高層ビル火災」を題材とする原作の権利を所有していた。プロデューサーのアーウィン・アレンは両スタジオの幹部を集め、「競合作品を作るのはキャリアの自殺行為だ」と説得し、共同製作の合意を取り付けた。このようなスタジオ間の共同製作は現在では一般的だが、1970年代当時としては非常に画期的であり、結果として国内外の興行収入で大成功を収めた。20世紀フォックスの成功は、史上最も収益性の高い映画となった『スター・ウォーズ』（1977年）によって、さらなる高みへと到達した。映画の前例のない成功により、フォックスは莫大な利益を得ることとなる。1976年6月には6ドルだったフォックスの株価は、『スター・ウォーズ』公開後に4倍以上の27ドル近くにまで上昇。1976年の総収益1億9500万ドルが、翌1977年には3億1000万ドルへと跳ね上がった。

### マーヴィン・デイヴィスとルパート・マードック

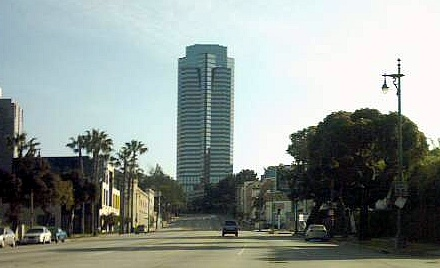
1987年に完成した、センチュリー・シティの本社フォックス・プラザ

20世紀フォックスは財政的に安定すると、新たな所有者を迎えた。1981年6月8日、投資家のマーク・リッチとマーヴィン・デイヴィスが7億2000万ドルで20世紀フォックスを買収した。20世紀フォックスの資産には、ペブルビーチ・ゴルフリンクス、アスペン・スキーイング・カンパニー、そしてデイヴィスが開発し2度売却したセンチュリーシティのフォックス・プラザの土地が含まれていた。
1982年、ビデオゲーム業界への参入を試み、「Games of the Century」というスローガンのもと、家庭用ゲーム機やコンピューター向けのソフトを販売するフォックス・ビデオ・ゲームスを設立。しかし、1983年のコンピューターゲーム業界の大不況により、この部門は失敗に終わった。
その後、1984年にマーク・リッチは脱税、恐喝、イラン人質事件中のイランとの違法取引の罪で米国連邦検察当局から起訴され、スイスへ逃亡。米国政府はリッチの資産を凍結した。同年、デイヴィスはリッチの20世紀フォックス株50%を約1億1600万ドルで買い取り、1985年3月にはこの持ち分をルパート・マードック率いるニューズ・コーポレーションに2億5000万ドルで売却した。デイヴィスはさらに、マードックと共同でジョン・クルーゲのメトロメディアのテレビ局を買収する計画だったが、最終的にこの取引から手を引いた。マードックは単独でメトロメディアを買収し、その後1985年にはデイヴィスのフォックス持ち分をさらに3億2500万ドルで買い取った。同年に「20th Century-Fox」のハイフンが削除され、正式に「20th Century Fox」となった。
マードックがメトロメディアのテレビ局（かつて長らく解散していたデュモント・ネットワークの放送局）を買収するためには、米国連邦通信委員会（FCC）の承認が必要だった。これに対応するため、1985年にマードックは米国市民権を取得。翌1986年、新たなテレビネットワークフォックス放送が開局し、20年以上にわたりニューズ・コーポレーションの主要な収益源となった。1993年、20世紀フォックスは『X-メン』の権利を買い取り、その後、ブライアン・シンガーが第1作目と第2作目の監督を務め、オリジナル3部作の第3作目の監督にはブレット・ラトナーが起用された。また1998年には『ファンタスティック・フォー』の権利を買い取った。
1994年、20世紀フォックスは4つの新部門を設立した。フォックス・サーチライト・ピクチャーズ、フォックス・ファミリー・フィルムズ、フォックス・アニメーション・スタジオ、フォックス2000ピクチャーズである。フォックス・サーチライトは、特殊映画とインディーズ映画市場に特化し、当時サミュエル・ゴールドウィン・カンパニーの製作社長であったトーマス・ロスマンが新スタジオの責任者として迎えられた。フォックス・ファミリー・フィルムズは、家族向け映画の製作を担当し、ジョン・マトイアンが指揮を執った。フォックス・アニメーション・スタジオは、1994年8月9日に設立され、ディズニー・ルネサンスで成功を収めたウォルト・ディズニー・フィーチャー・アニメーションに対抗することを計画した。当時経営不振だったサリバン・ブルース・スタジオのドン・ブルースとゲイリー・ゴールドマンが招かれ、1億ドル規模のアニメーションスタジオとして発足した。フォックス2000ピクチャーズは、中規模予算の映画を製作し、ターゲット層が特定される作品を専門とする部門で、ローラ・ジスキンが社長に就任した。
1997年8月、フォックスのロサンゼルス拠点のVFX会社VIFXが、ブルースカイ・スタジオの過半数株式を取得し、ブルースカイ/VIFXという一時的な名称で新たなVFX・アニメーション会社を設立した。ブルースカイはMTVフィルムズの最初の映画『ジョーズ・アパートメント』のキャラクターアニメーションを手がけた経験を持ち、その後、『エイリアン4』『魔法の剣』『マウス・ハント』『スタートレック 叛乱』『ファイト・クラブ』などのキャラクターアニメーションを担当した。1999年3月、VIFXは別のVFXスタジオであるリズム・アンド・ヒューズ・スタジオに売却された。ブルースカイ創設者のクリス・ウェッジによると、2000年頃にはフォックスが売却を検討していたとされ、これはVFX業界全体の財政難が影響していたとされる。
1998年2月、フォックス・アニメーション・スタジオの最初の映画『アナスタシア』の成功を受けて、フォックス・ファミリー・フィルムズはフォックス・アニメーション・スタジオに改名し、実写映画の製作を中止した。この実写映画製作は他の製作部門が引き継ぐことになった。実際のフォックス・アニメーション・スタジオは、旧称フォックス・ファミリー・フィルムズの一部門となり、フェニックス・スタジオと呼ばれるようになった。しかし、ロサンゼルスのフォックス・アニメーション・スタジオは1998年から1999年の間に20世紀フォックス・アニメーションに改称された。フェニックス・スタジオは財政的な問題に直面し、最終的にフォックスは「より効率的に映画を製作する」ために、フェニックス・スタジオの従業員約380人のうち300人を解雇した。その後、『タイタンA.E.』が興行的に失敗したことを受け、フォックス・アニメーション・スタジオは2000年6月26日に閉鎖された。スタジオが製作予定だった最後の映画は、ウェイン・バーロウのイラスト付き小説『バーロウズ・インフェルノ』のアニメーション化作品であり、完全なコンピューターアニメーションで制作される予定だった。また、スティーブ・オーデカーク監督による大人向けアニメーション映画『リトル・ビューティー・キング』も企画されていた。この作品はディズニー・ルネサンスの映画を風刺した作品で、『シュレック』（2001年）に先行するものだった。
映画プロデューサーのロリ・フォルテ、フォックス・アニメーションの幹部クリス・メレダンドリ、そしてクリス・ウェッジは、コメディ映画『アイス・エイジ』の脚本をフォックスに提出した。スタジオの経営陣はスタッフに対し、「長編映画の製作を続ける」という約束のもと、残りの株式とオプションをフォックスに売却するよう圧力をかけた。スタジオはニューヨーク州ホワイト・プレインズに移転し、『アイス・エイジ』の製作を開始した。しかし、映画の完成が近づくと、フォックスは興行的な失敗を恐れ、映画に対する信頼を持たなかった。フォックスは制作スタッフの半数を解雇し、映画とスタジオの買い手を探そうとしたが、うまくいかなかった。最終的に、『アイス・エイジ』はフォックスと20世紀フォックス・アニメーションの共同配給により、2002年3月15日に公開された。本作は批評的・商業的に成功し、2003年の第75回アカデミー賞で長編アニメ映画賞にノミネートされた。『アイス・エイジ』はシリーズ化され、ブルースカイ・スタジオは長編映画の製作に乗り出し、アニメーション映画界で広く知られる存在となった。

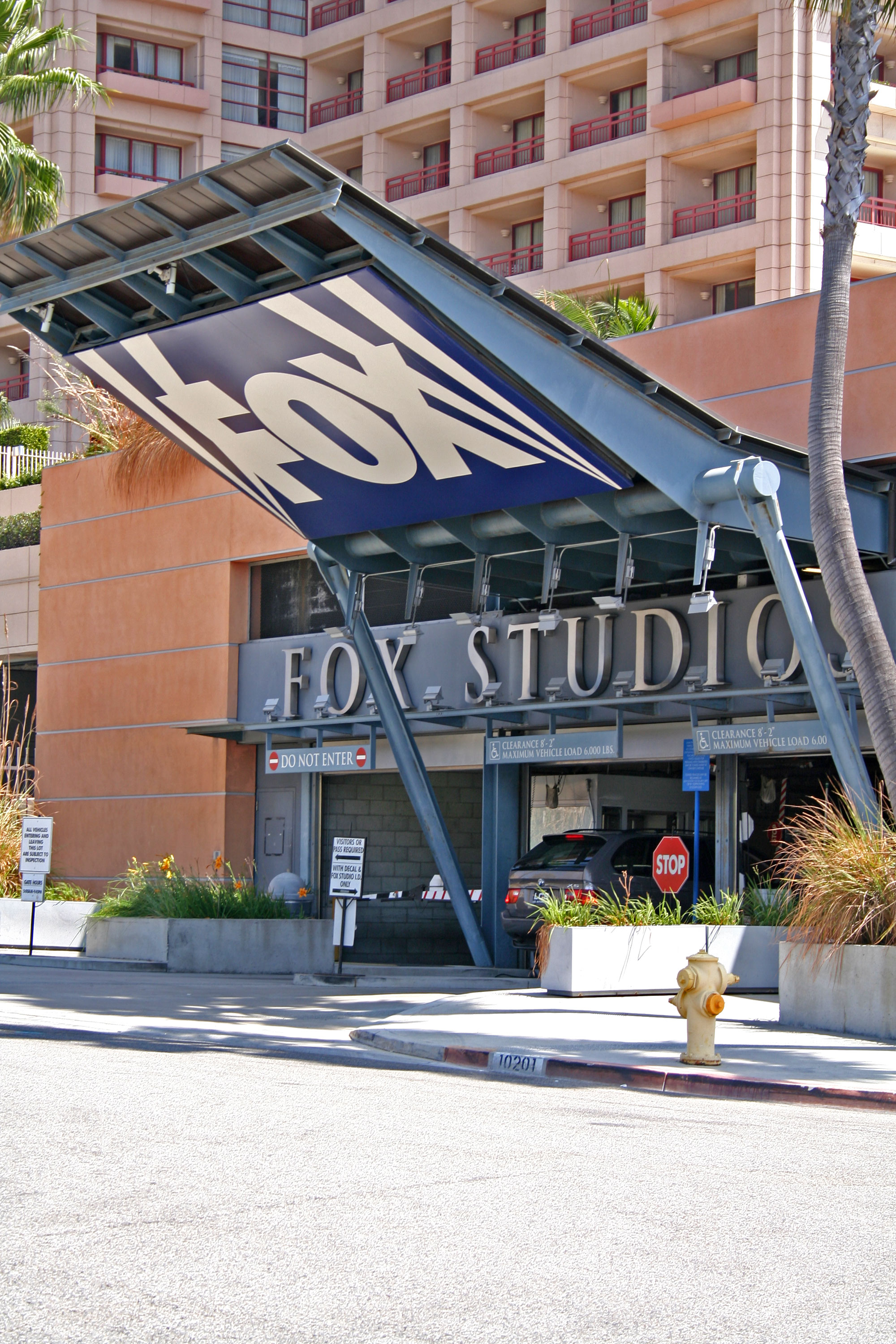
2005年のフォックス放送のロサンゼルス・スタジオ

2000年から2010年まで、20世紀フォックスはMGM/UAの国際的な映画配給を担当していた。1980年代、20世紀フォックスはCBSとの合弁会社CBS/フォックス・ビデオを通じて一部のUA作品をビデオ配給しており、そのためUAは20世紀フォックスのビデオ配給に戻る形となった。また、20世紀フォックスは小規模なインディペンデント系映画会社の映画配給によって収益を上げていた。
2006年、20世紀フォックスはブライアン・シンガーが『X-MEN:ファイナル ディシジョン』を降板し、『スーパーマン リターンズ』（2006年）をワーナー・ブラザースで監督したため、バッド・ハット・ハリー・プロダクションズとの契約を5年間打ち切った。その後、シンガーは2011年から始まる『X-MEN』シリーズの前日譚3部作の第1作目をプロデュースし、第2作目の監督を務めた。
2006年後半、フォックス・サーチライトの責任者ピーター・ライスとCOOのジョン・ヘゲマンの下で、フォックス・アトミックが設立された。この部門はフォックス・フィルムド・エンターテインメントの姉妹製作部門としてスタートした。2008年初頭、ヘゲマンがニュー・リージェンシー・プロダクションズに移籍したため、アトミックのマーケティング部門はフォックス・サーチライトと20世紀フォックスに移管された。デビー・リーブリングが社長に就任した。しかし、2つの作品がそこそこの成功を収めたものの、その他の映画では成果を出せず、この部門は2009年4月に閉鎖された。製作中およびポストプロダクション中の映画は20世紀フォックスとフォックス・スポットライトに移管され、リーブリングが監督することとなった。
2008年、20世紀フォックスはアジアの子会社フォックス・スター・スタジオを発表した。これはニューズ・コーポレーションが所有するSTAR TVとの合弁事業である。当初、フォックス・スターはボリウッド市場向けの映画製作から始め、その後アジア各国へ拡大する計画だった。同年、フォックス・インターナショナル・プロダクションズを設立したが、この部門は2017年に閉鎖された。
ピ−ター・チャーニンは2009年に20世紀フォックスの親会社ニューズ・コーポレーションの社長を退任後、チャーニン・エンターテインメントを設立した。同年、チャーニン・エンターテインメントは20世紀フォックスおよび20世紀フォックスTVと5年間のファーストルック契約（作品の優先交渉権を与える契約）を結んだ。

### 21世紀フォックス時代
2012年6月28日、ルパート・マードックはニューズ・コーポレーションを出版部門とメディア部門の2つに分割することを発表した。メディア部門は21世紀フォックスとなり、フォックス・エンターテインメント・グループおよび20世紀フォックスを運営することになった。マードックは、この新会社の名称によって20世紀フォックスの伝統を継承することを意図していた。
2013年6月、フォックス・ステージ・プロダクションズが設立された。同年8月には、20世紀フォックスが映画および舞台プロデューサーのケビン・マコラム、ジョン・デイヴィス、トム・マグラスと提携し、演劇関連の合弁事業を立ち上げた。
2017年9月20日、ロックスミス・アニメーションは20世紀フォックスと複数年にわたる製作契約を締結した。これにより、ロックスミスの映画は20世紀フォックス・アニメーションを通じて配給されることになった。ロックスミスは12から18ヶ月ごとに1本の映画を公開することを目標とし、ブルースカイ・スタジオの製作力を補強し、ユニバーサル・ピクチャーズが買収したドリームワークス・アニメーション作品の配給契約を失った穴を埋める狙いがあった。この契約のもとで公開された最初で唯一の映画は『ロン 僕のポンコツ・ボット』（2021年）だった。
『アバター』や『ジャングル・ブック』の製作に関わったVFX会社テクノプロップスは、2017年4月に20世紀フォックスによって買収され、フォックスVFXラボとして運営された。創設者のグレン・デリーは、視覚効果担当副社長として、ジェラルド・ベバンおよびVFX部門の社長ジョン・キルケニーの下で引き続き会社を運営することになった。
2017年10月30日、バネッサ・モリソンが新設された「フォックス・ファミリー」の社長に就任した。彼女は20世紀フォックスの会長兼CEOおよび副会長に報告する形となった。この新部門は、子供やその家族向けの映画を製作することを目的としており、アニメーション映画だけでなく、実写を取り入れた映画も手掛ける予定だった。また、フォックス・ファミリーは、既存の映画作品を基にしたホリデー向けテレビ特番の製作や、同社のテレビ番組の劇場映画化も担当することになった。モリソンの後任として、アンドレア・ミロロとロバート・ベアードが20世紀フォックス・アニメーションの共同社長に就任した。
2018年11月、20世紀フォックスは、マレーシアで建設中だったテーマパーク、20世紀フォックス・ワールドに関するライセンス契約の契約不履行通知を発行した。これに対し、ゲンティン・マレーシアはフォックスを提訴し、当時フォックスの買収を進めていたウォルト・ディズニー・カンパニーも訴訟の対象に含めた。

### ディズニーによる買収
2017年12月14日、ディズニーは20世紀フォックスを含む21世紀フォックスの主要部門を524億ドルで買収する計画を発表した。しかし、NBCユニバーサルの親会社であるコムキャストが650億ドルで対抗入札したため、ディズニーは713億ドルに引き上げた。2018年7月19日、コムキャストは21世紀フォックスの入札から撤退し、スカイおよびスカイUKの買収に注力することを決定。その8日後、ディズニーと21世紀フォックスの株主は合併を承認した。買収手続きは2019年3月20日に完了したが、20世紀フォックスはバーバンクのウォルト・ディズニー・スタジオへの移転はせず、ロサンゼルスのセンチュリーシティにあるフォックス・スタジオ・ロットを引き続き本社として使用することになった。このスタジオ・ロットは21世紀フォックスの後継企業であるフォックス・コーポレーションが所有しており、ディズニーに対して7年間のリース契約が結ばれた。合併後の数ヶ月間で、20世紀フォックスの複数の部門が移管されると同時に、大規模なレイオフが実施された。2020年1月、フォックス・リサーチ・ライブラリーはウォルト・ディズニー・アーカイブスおよびウォルト・ディズニー・イマジニアリング・アーカイブスに統合された。
『X-MEN:ダーク・フェニックス』や『STUBER/ストゥーバー』などの興行収入不振を受けて、ディズニーはフォックスの一部プロジェクトの開発を停止した。しかし、『フリー・ガイ』や『アバター』の続編は引き続き製作が継続された。フォックスの年間公開作品数は10本に削減され、そのうち半数はHuluやDisney+向けに製作されることになった。さらに、『スター・ウォーズ』、『ホーム・アローン』、『12人のパパ』『ナイト ミュージアム』『グレッグのダメ日記』『アイス・エイジ』といった20世紀フォックスのフランチャイズ作品がDisney+向けに制作されることが発表された。これらのプロジェクトは、2020年12月のディズニー投資家向け説明会で正式に発表され、最初の作品として『ホーム・スイート・ホーム・アローン』が2021年11月12日に公開された。
2020年1月17日、ディズニーは20世紀フォックスを「20世紀スタジオ」に改名。これはcとのブランド混同を避けるためで３あった。これに伴い、20世紀スタジオの北米での配給はウォルト・ディズニー・スタジオ・モーション・ピクチャーズが担当し、国際配給は子会社のブエナ・ビスタ・インターナショナルが担うことになった。サーチライト・ピクチャーズは独立した配給・マーケティング部門を維持した。また、ウォルト・ディズニー・スタジオ・ホーム・エンターテイメントが、20世紀スタジオとサーチライト・ピクチャーズの作品のホームメディア配給を20世紀ホーム・エンターテイメントレーベルで行うことになった。20世紀フォックスの名称を使用した最後の映画は、『アンダーウォーター』（2020年）であった。改名後、最初の映画は『野性の呼び声』であった。同年、『フォードvsフェラーリ』（2019年）がアカデミー賞4部門にノミネートされ、ディズニー買収後の20世紀スタジオとして初の作品賞にノミネートされた。
2020年、買収後も在籍していた製作部門社長のエマ・ワッツが退社。同年3月12日には、スティーブ・アズベルが20世紀スタジオの制作部門社長に就任し、バネッサ・モリソンはウォルト・ディズニー・スタジオ・モーション・ピクチャー・プロダクション社長に就任。彼女はDisney+向けの実写作品（ウォルト・ディズニー・ピクチャーズおよび20世紀スタジオ製作）を監督することとなった。また、フィリップ・ストゥーアが物理制作・ポストプロダクション・VFXの統括者となり、ランディ・ヒラーがキャスティング部門のエグゼクティブ・バイス・プレジデントに就任し、ウォルト・ディズニー・ピクチャーズと20世紀スタジオの両方のキャスティングを担当することになった。ストゥーアとヒラーは共にアズベルとショーン・ベイリーに報告する体制となった。
2020年9月1日、20世紀フォックス・ジャパンがウォルト・ディズニー・ジャパンに統合され、それまで東映と提携してアジア市場向けに配給していた『ドラゴンボール』の配給権は、クランチロールとソニー・ピクチャーズ・リリーシングに引き継がれた。
2021年2月9日、ディズニーはブルースカイ・スタジオの閉鎖を発表し、同年4月に正式に閉鎖された。その後、ブルースカイ・スタジオに代わるアニメーション製作部門として20世紀アニメーションが設立された。新型コロナウイルスパンデミックの影響による経済的な負担を理由に、ディズニーは3つ目の長編アニメーションスタジオを運営し続けることは困難であると判断した。この決定により、ウェブコミック『ニモーナ』の映画化プロジェクトも中止された。閉鎖当初、具体的な日程は発表されなかったが、元アニメーターのリック・フルニエが4月10日が最終営業日であったことを明かし、創設者のクリス・ウェッジも4月7日にソーシャルメディア上で別れのメッセージを発信した。その後、『ニモーナ』は2022年初頭にアンナプルナ・ピクチャーズによって引き継がれ、2023年にNetflixで公開された。

20世紀スタジオの現在のプリントロゴの横長バージョンで、映画（主にHulu/スターオリジナル作品）のブランディングに使用される。使用された最初の作品は『バケーション・フレンズ』。

2021年11月22日には、ディズニー・メディア・アンド・エンターテインメント・ディストリビューションとワーナーメディアが、20世紀スタジオの一部作品をDisney+、Hulu、HBO Maxで2022年末まで共有する契約を結んだ。これは、ディズニーが2019年に20世紀フォックスを買収した際に継承した、20世紀フォックスとHBOの既存の契約を修正したものであり、新たな長期契約として更新される予定はないとされた。この契約が終了した後は、20世紀スタジオの作品はディズニーの独自のストリーミングプラットフォームで独占的に配信される方針となった。この新たな戦略のもと、最初に配信された作品は『ロン 僕のポンコツ・ボット』だった。また、2021年にはディズニーがゲーム事業を展開する新スタジオ20世紀ゲームスを設立した。これインタラクティブ、20世紀フォックス・ゲームスの流れをくむものであり、大手ゲームスタジオと提携しながらゲームを配給する役割を担っている。最初のタイトルとして『Aliens: Fireteam Elite』がリリースされた。
2022年、スティーヴン・スピルバーグが監督した『ウエスト・サイド・ストーリー』（2021年）がアカデミー賞7部門にノミネートされ、20世紀スタジオがリブランド後初めて作品賞にノミネートされた。
2023年3月、マーベル・コミックが20世紀スタジオ名義の新たなインプリントを設立し、20世紀スタジオの映画フランチャイズを基にしたコミックの製作を発表した。最初の作品として『猿の惑星』のコミックがリリースされた。
2024年2月26日、ウォルト・ディズニー・ピクチャーズの社長ショーン・ベイリーの退任が発表され、これに伴い、サーチライト・ピクチャーズの社長であったデヴィッド・グリーンバウムが新たにディズニー・ピクチャーズの社長に就任した。さらに、グリーンバウムは20世紀スタジオの共同トップとしてスティーヴ・アズベルと共にスタジオを率いることになった。

## テレビ部門
20th テレビジョンは、20世紀スタジオのテレビ制作部門である。かつては20生気フォックス・テレビジョンとして知られていたが、2020年に20th テレビジョンへ改名された。元々の20th テレビジョンはスタジオのテレビ番組配信部門だったが、2020年にディズニー=ABCドメスティック・テレビジョンに統合された。
1950年代半ば、映画作品をテレビで放映することでスポンサーシップの拡大とネットワーク番組の普及を図る試みが行われた。20世紀フォックスとナショナル・テレフィルム・アソシエーツは、1時間の映画番組ブロックを128の放送局に提供し、全国スポンサー向けに配信した。20世紀フォックス自社の映画ライブラリをナショナル・テレフィルム・アソシエーツに売却することで、NTAフィルム・ネットワークの50%の権益を獲得した。これにより、毎週90分の放送枠を確保し、「プレミア・パフォーマンス」というパッケージ名で110の非ネットワーク局に映画作品を配信、全国スポンサー向けに販売した。

### フォースター買収
1996年、フォックスはロナルド・ペレルマンのコンパクト・ビデオからフォー・スター・テレビジョンの残りの資産を買収した。これにより、フォー・スター・テレビジョンの番組ライブラリの大部分は現在20th テレビジョンが管理している。
1980年代の買収ブームの中で、ルパート・マードック率いるニューズ・コーポレーションは数々の企業を買収したが、その結果70億ドルの財務負債を抱えることになった（特にイギリスのスカイTVによるものが大きかった）。そのため、マードックは1980年代半ばに買収したアメリカの雑誌関連資産の多くを売却することになった。

## 音楽
1933年から1937年にかけて、「フォックス・ムービートーン」というオリジナルレーベルが制作された。カタログ番号はF-100からF-136までで、20世紀フォックスの映画に登場する楽曲を収録していた。最初はビクターのブルーバードレーベルで録音・発売され、途中からARCのディスカウントレーベル（メロトーン、パーフェクトなど）に切り替わった。これらの希少なレコードはフォックス劇場でのみ販売されていた。
20世紀フォックスの音楽部門である20世紀フォックス・レコードは1958年に設立され、1981年に活動を終了した。
その後、1992年に設立されたフォックス・レコードが20世紀フォックスの音楽部門となり、2000年にフォックス・ミュージックに改名された。この部門は主に音楽出版とライセンス業務を行い、フォックス・エンターテイメント・グループの映画やテレビ番組のサウンドトラックを扱っていた。ライセンス契約を結んでいた主な音楽会社には、ユニバーサル・ミュージック・グループ、EMI、ポリグラム、ベルテルスマン・ミュージック・グループ、ソニー・ミュージック、ワーナー・ミュージック・グループがある。フォックス・ミュージックは2020年1月17日に活動を終了し、その業務はハリウッド・レコードに統合された。

### ニューマン・スコアリング・ステージ
ニューマン・スコアリング・ステージは、作曲家アルフレッド・ニューマンにちなんで名付けられた、大規模なレコーディングスタジオである。フォックス・スタジオ・ロット内にあり、約700平方メートルの広さを誇る。これは世界最大級の音楽録音スペースの一つである。また、96チャンネルのAMS Neve 88RS-SPミキシングコンソールを備えている。

### ラジオ
「20世紀フォックス・プレゼンツ」のラジオシリーズは、1936年から1942年にかけて放送された。この番組は、最新映画の主題歌やサウンドトラックを紹介するラジオ版のプレビュー番組であり、現在のテレビ映画予告編のような役割を果たしていた。
番組には映画のオリジナルキャストが出演し、ナレーターが映画の内容を紹介した上で演技が披露された。

## 映画フィルムの現像処理
映画制作初期の段階から、フォックス映画は自社の現像ラボを運営していた。最初のラボはニュージャージー州フォートリーにあり、スタジオと共に設置されていた。1916年にロサンゼルスに新スタジオが建設された際にも現像ラボが併設された。1919年、当時フォートリーのラボを率いていたアラン・E・フリードマンの指揮のもと、フォックス・スタジオ・ビル内にラボが移転した。しかし、1932年にフォックスの資金繰りが悪化したため、フリードマンが200万ドルでラボを買収し、独立運営を開始した。これによりデラックス・ラボラトリーズに改名され、後のデラックス・エンターテイメント・サービス・グループへと発展していった。
1940年代に入ると、フリードマンはラボを再び20世紀フォックスに売却したが、1960年代まで社長としてその運営を続けた。フリードマンの指揮のもと、デラックスはシカゴとトロントにもラボを設立し、ユナイテッド・アーティスツやユニバーサルといった他の映画スタジオのフィルムも現像するようになった。

## 部門

### 現在
- 20世紀ファミリーは、20世紀スタジオのファミリー向け作品を制作する部門である。劇場公開されるファミリー向け映画のほか、実写とアニメーションを組み合わせた作品、映画のキャラクターを題材としたホリデースペシャル番組、テレビ番組を映画化した作品などを手掛ける。2017年10月30日、モリソンは20世紀アニメーション（旧フォックス・ファミリー・フィルム）の社長職から、新たに設立された「フォックス・ファミリー」の社長に異動した。フォックス・ファミリーは、フォックス・ファミリー・フィルムと同様の方針を持つ部門である。モリソンは『ボブズ・バーガーズ』の映画化[113]や、ジェラルド・ベバンとアンディ・ワッツが契約を結んでいたトンコハウスなどのアニメ制作会社との既存契約も引き継いだ[114]。2019年3月、21世紀フォックスがディズニーに売却されたことで、『ダム・キーパー』の長編アニメ映画の権利はトンコハウスに戻された[115]。2019年8月の20世紀フォックス制作ラインナップ見直し発表に伴い、『スター・ウォーズ』、『ホーム・アローン』、『ナイト ミュージアム』、『グレッグのダメ日記』、『12人のパパ』、『アイス・エイジ』のスピンオフ作品はDisney+向けに制作され、20世紀ファミリーが担当することとなった[116]。2020年3月12日、モリソンはウォルト・ディズニー・スタジオ・モーション・ピクチャー・プロダクションのストリーミング部門社長に就任し、Disney+向けの実写映画の開発・制作および20世紀スタジオの監督を務めることになった[117]。
- 20世紀アニメーションは、ウォルト・ディズニー・スタジオの子会社である20世紀スタジオのアニメーション部門であり、長編アニメ映画を制作する。1994年に設立され、2000年までのフォックス・アニメーション・スタジオや2021年までのブルースカイ・スタジオなどの部門を経て現在に至る。代表的な作品・シリーズには、ドン・ブルース監督の『アナスタシア』、『ザ・シンプソンズ MOVIE』、『アイス・エイジ』シリーズ、『ブルー』シリーズなどがある。

- 20世紀ゲームズは、2021年に設立されたビデオゲームのライセンス供与を行う部門。以前はフォックスやディズニーが20世紀フォックス、20世紀スタジオのブランドでライセンスを行っていた。かつてフォックスは独自のゲームパブリッシャーフォックス・インタラクティブを運営しており、『クロック』、『No One Lives Forever』、『ザ・シンプソンズ』、『フューチュラマ』のゲームなどを手掛けていた。1994年に設立され、2003年3月にヴィヴェンディ・ユニバーサル・ゲームズに売却され、2006年に解散した。
- 20世紀コミックスは、2023年3月にマーベル・コミックと提携して設立されたコミック出版部門[118][119]。以前は、フォックス・アトミックのブランドの下でハーパーコリンズと提携し、独自のコミック出版を行っていた。

### 過去の部門
- フォックス2000ピクチャーズ
- 20thデジタル・スタジオ
- フォックス・スタジオ
- フォックスVFXラボ
- フォックス・アトミック
- フォックス・フェイス
- 20世紀フォックス・コンシュマ―・プロダクツ
- フォックス・ステージ・プロダクションズ
- フォックス・インターナショナル・プロダクションズ
- 20世紀フォックス・インターナショナル
- フォックス=パラマウント・ホーム・エンターテイメント

## ロゴとファンファーレ
20世紀フォックスのプロダクションロゴとファンファーレは、元々は20世紀ピクチャーズのロゴとして誕生し、1935年の合併後に20世紀フォックスによって採用された。このロゴは、積み重ねられたブロック文字の三次元的で巨大なロゴタイプ（「モニュメント」という愛称で知られる）で構成され、アール・デコ調の建物に囲まれ、サーチライトによって照らされている。映画の冒頭に登場するプロダクションロゴでは、サーチライトがアニメーション化されており、このシーケンスはアルフレッド・ニューマンが1933年に作曲した特徴的なファンファーレと共に流れる。ロゴのオリジナルデザインは、特殊効果アニメーターでありマットペイントアーティストであったエミール・コーザ・ジュニアによって作成された。
1953年、パシフィック・タイトルのアーティストであるロッキー・ロンゴが、新たに導入されたシネマスコープフォーマットに対応するため、オリジナルのロゴデザインを再設計するよう依頼された。ロンゴは、ワイドスクリーンのシネマスコープフォーマットでもロゴのプロポーションを維持するため、「20th」の「0」の傾きを調整した。アルフレッド・ニューマンは、フォックスのロゴに続くシネマスコープロゴのために、ファンファーレの拡張版も作曲した。シネマスコープフォーマットが衰退した後も、1977年公開の『スター・ウォーズ』のオープニングでは、監督ジョージ・ルーカスが特別にこのファンファーレの使用を求めた。また、この作品のメインテーマはジョン・ウィリアムズによって同じ変ロ長調で作曲され、ファンファーレの延長のような役割を果たしている。1981年には、「20th」の「0」が再びまっすぐに戻されるなど、ロゴが若干変更された。
1994年、フォックス社内のテレビプロデューサーであるケヴィン・バーンズが、新しいロゴの制作を依頼された。この際、当時新たに登場したコンピューター・グラフィックス（CGI）を使用し、より詳細なアニメーションを加えた。また、ブルース・ブロートンによる21秒バージョンのフォックス・ファンファーレが伴奏として使用され、「A NEWS CORPORATION COMPANY（ニューズ・コーポレーションの企業）」のバイラインが追加された。このファンファーレは、1997年にデヴィッド・ニューマンによって再録音され、1998年にも再び録音された。
2009年には、ブルースカイ・スタジオが制作した新しいロゴ（試作版も存在）が、『アバター』の公開と共にデビューした。2013年には、ニューズ・コーポレーションのバイラインが削除された。
2014年9月16日、20世紀フォックスは公式動画を投稿し、「William Fox Presents」版のフォックス・フィルム・ロゴや20世紀ピクチャーズのロゴを含む、ロゴのさまざまなバージョンを紹介した。この動画では、1997年バージョンのファンファーレを1998年に再アレンジしたもの（デビッド・ニューマン作曲）が使用され、新しいFox Moviesのウェブサイトのプロモーションを兼ねていた。
2020年1月17日、ディズニーはスタジオのブランディングから「フォックス」の名称を段階的に廃止することを発表した。これは、スタジオが現在のフォックス・コーポレーションとは無関係であることを示すためである。これにより、20世紀フォックスは20世紀スタジオ、フォックス・サーチライト・ピクチャーズはサーチライト・ピクチャーズ」へとそれぞれ改名された。ただし、サーチライトやモニュメント、ファンファーレといったスタジオに関連するブランド要素は引き続き使用されることになった。新名称で最初に公開された映画は『野性の呼び声』（であり、偶然にもこの作品のオリジナル映画版は、かつての20世紀ピクチャーズがフォックス・フィルムと合併する前の最後の映画だった。
20世紀スタジオの新しい印刷版ロゴは、『ニュー・ミュータント』の映画ポスターに初めて登場し、スクリーン上のロゴはテレビ広告で初公開された。その後、2020年2月21日に公開された映画『野性の呼び声』で完全版がデビューした。
2020年の新しいロゴアニメーションはピクチャーミルによって制作された（試作版の2020年版構造および2021年版の2009年空背景版も存在し、ピクチャーミルの一部リールで確認できる）。一方、サーチライト・ピクチャーズのロゴはMOCEANがブルースカイ・スタジオのアニメーションを基に制作した。この新しいロゴでは、異なる空の背景が使用され、ロサンゼルスのスカイラインがより大きく詳細になり、その他の構造物もより暗く、現実的なライティングが施されている。

## フィルムライブラリー
| 順位 | タイトル                                        | 公開年 | 興行収入       |
| ---- | ----------------------------------------------- | ------ | -------------- |
| 1    | アバター                                        | 2009年 | $2,789,679,794 |
| 2    | タイタニック                                    | 1997年 | $2,187,463,944 |
| 3    | スター・ウォーズ エピソード1/ファントム・メナス | 1999年 | $1,027,044,677 |
| 4    | ボヘミアン・ラプソディ                          | 2018年 | $903,655,259   |
| 5    | アイス・エイジ3/ティラノのおとしもの            | 2009年 | $886,686,817   |
| 6    | アイス・エイジ4/パイレーツ大冒険                | 2012年 | $877,244,782   |
| 7    | スター・ウォーズ エピソード3/シスの復讐         | 2005年 | $848,754,768   |
| 8    | インデペンデンス・デイ                          | 1996年 | $817,400,891   |
| 9    | デッドプール2                                   | 2018年 | $785,046,920   |
| 10   | デッドプール                                    | 2016年 | $783,112,979   |
| 11   | スター・ウォーズ                                | 1977年 | $775,398,007   |
| 12   | X-MEN:フューチャー&パスト                       | 2014年 | $747,862,775   |
| 13   | 猿の惑星: 新世紀                                | 2014年 | $710,644,566   |
| 14   | アイス・エイジ2                                 | 2006年 | $660,940,780   |
| 15   | スター・ウォーズ エピソード2/クローンの攻撃     | 2002年 | $649,398,328   |
| 16   | オデッセイ                                      | 2015年 | $630,161,890   |
| 17   | ヒックとドラゴン2                               | 2014年 | $621,537,519   |
| 18   | LOGAN/ローガン                                  | 2017年 | $616,225,934   |
| 19   | ライフ・オブ・パイ/トラと漂流した227日          | 2012年 | $609,016,565   |
| 20   | クルードさんちのはじめての冒険                  | 2013年 | $587,204,668   |
| 21   | ナイト ミュージアム                             | 2006年 | $574,480,841   |
| 22   | スター・ウォーズ /帝国の逆襲                    | 1980年 | $547,969,004   |
| 23   | デイ・アフター・トゥモロー                      | 2004年 | $544,272,402   |
| 24   | X-MEN:アポカリプス                              | 2016年 | $543,934,787   |
| 25   | レヴェナント: 蘇えりし者                        | 2015年 | $532,950,503   |

| 順位 | タイトル                                        | 公開年 | 興行収入     |
| ---- | ----------------------------------------------- | ------ | ------------ |
| 1    | アバター                                        | 2009年 | $760,507,625 |
| 2    | タイタニック                                    | 1997年 | $659,363,944 |
| 3    | スター・ウォーズ エピソード1/ファントム・メナス | 1999年 | $474,544,677 |
| 4    | スター・ウォーズ                                | 1977年 | $460,998,007 |
| 5    | スター・ウォーズ エピソード3/シスの復讐         | 2005年 | $380,270,577 |
| 6    | デッドプール                                    | 2016年 | $363,070,709 |
| 7    | デッドプール2                                   | 2018年 | $363,535,803 |
| 8    | スター・ウォーズ エピソード2/クローンの攻撃     | 2002年 | $310,676,740 |
| 9    | スター・ウォーズ/ジェダイの復讐                 | 1983年 | $309,306,177 |
| 10   | インデペンデンス・デイ                          | 1996年 | $306,169,268 |
| 11   | スター・ウォーズ /帝国の逆襲                    | 1980年 | $290,475,067 |
| 12   | ホーム・アローン                                | 1990年 | $285,761,243 |
| 13   | ナイト ミュージアム                             | 2006年 | $250,863,268 |
| 14   | X-MEN:ファイナル ディシジョン                   | 2006年 | $234,362,462 |
| 15   | X-MEN:フューチャー&パスト                       | 2014年 | $233,921,534 |
| 16   | キャスト・アウェイ                              | 2000年 | $233,921,534 |
| 17   | オデッセイ                                      | 2015年 | $228,433,663 |
| 18   | LOGAN/ローガン                                  | 2017年 | $226,277,068 |
| 19   | アルビン2 シマリス3兄弟 vs. 3姉妹               | 2009年 | $219,614,612 |
| 20   | ミセス・ダウト                                  | 1993年 | $219,195,243 |
| 21   | アルビン/歌うシマリス3兄弟                      | 2007年 | $217,326,974 |
| 22   | ボヘミアン・ラプソディ                          | 2018年 | $216,428,042 |
| 23   | X-MEN2                                          | 2003年 | $214,949,694 |
| 24   | 猿の惑星: 新世紀                                | 2014年 | $208,545,589 |
| 25   | アイス・エイジ3/ティラノのおとしもの            | 2009年 | $196,573,705 |

| 順位 | タイトル                                        | 公開年 | 興行収入（億円） |
| ---- | ----------------------------------------------- | ------ | ---------------- |
| 1    | タイタニック                                    | 1997年 | 262.0            |
| 2    | アバター                                        | 2009年 | 156.0            |
| 3    | ボヘミアン・ラプソディ                          | 2018年 | 131.1            |
| 4    | スター・ウォーズ エピソード1/ファントム・メナス | 1999年 | 127.0            |
| 5    | インデペンデンス・デイ                          | 1996年 | 106.5            |
| 6    | スター・ウォーズ エピソード2/クローンの攻撃     | 2002年 | 93.5             |
| 7    | スター・ウォーズ エピソード3/シスの復讐         | 2005年 | 91.7             |
| 8    | ダイ・ハード3                                   | 1995年 | 72.0             |
| 9    | スピード                                        | 1994年 | 70.3             |
| 10   | タワーリング・インフェルノ                      | 1975年 | 62.2             |
| 11   | スター・ウォーズ                                | 1978年 | 61.3             |
| 12   | トゥルーライズ                                  | 1994年 | 58.3             |
| 13   | ホーム・アローン                                | 1991年 | 57.8             |
| 14   | ダイ・ハード2                                   | 1990年 | 54.4             |
| 15   | スター・ウォーズ/ジェダイの復讐                 | 1983年 | 53.0             |
| 16   | マイノリティ・リポート                          | 2002年 | 52.4             |
| 17   | グレイテスト・ショーマン                        | 2018年 | 52.2             |
| 18   | デイ・アフター・トゥモロー                      | 2004年 | 52.0             |
| 19   | PLANET OF THE APES/猿の惑星                     | 2001年 | 48.0             |
| 20   | Mr.&Mrs. スミス                                 | 2005年 | 46.5             |
| 21   | スター・ウォーズ/帝国の逆襲                     | 1980年 | 43.0             |
| 22   | ダイ・ハード4.0                                 | 2007年 | 39.1             |
| 23   | アイ,ロボット                                   | 2004年 | 37.5             |
| 24   | ナイト ミュージアム                             | 2007年 | 35.7             |
| 25   | エイリアン3                                     | 1992年 | 35.4             |
| 25   | オデッセイ                                      | 2016年 | 35.4             |

## 日本
映画の配給や製作を行う20世紀フォックス映画の日本支社と映像ソフトを担当する20世紀フォックス ホーム エンターテイメント ジャパン株式会社（にじゅっせいきフォックス ホーム エンターテイメント ジャパン、20thFOX HEJ）を展開していた。なお、形式上はハンガリー法人の子会社扱いとなっている。2010年前後はローカルプロダクションの流れに乗って『群青 愛が沈んだ海の色』・『サイドウェイズ』・『パラダイス・キス』・『はやぶさ/HAYABUSA』・『カラスの親指』などの邦画を製作した（『群青』は配給のみ、『パラダイス・キス』はワーナー ブラザース ジャパンが配給をそれぞれ担当）。2018年には日本のテレビアニメ『バキ』の販売などを手掛けた（第2期からDMM picturesが販売）。
なお日本法人は20世紀フォックス映画以外に2020年6月30日までメトロ・ゴールドウィン・メイヤー（MGM）やユナイテッド・アーティスツ（UA）作品についても日本における劇場配給とソフトの発売・販売（オライオン・ピクチャーズの作品も含む）の権利を持っていた。
2019年に本国の20世紀フォックス映画がディズニー社に買収された影響で、『アド・アストラ』をもって配給業務を終了。元々配給を行う予定だった次作『ターミネーター:ニュー・フェイト』以降の映画配給と映像ソフト（旧作含む）の発売元がウォルト・ディズニー・ジャパンに移行。
日本国内での版権管理は引き続き上記の2社が担っていたが、21世紀FOXジャパン（20世紀フォックス日本支社）は2020年9月1日に、20世紀フォックス ホーム エンターテイメント ジャパンは同年11月16日にそれぞれ解散した。2024年2月29日、「FOXチャンネル」としての運営を終了。同年3月にHuluのチャンネル「FOX ネットワークス」の配信終了をもって、日本国内での「FOX」ブランドが完全に廃止となった。
買収後のビデオソフトは他のディズニー作品などと同様にウォルト・ディズニー・ジャパンが発売し、ポニーキャニオンが製造と販売を担当していたが、2024年5月に同社がハピネットとライセンス契約を締結したため、同年10月1日からはハピネットの子会社であるハピネット・メディアマーケティングが製造・販売元となっている。